# ヨタム・ハルペリン

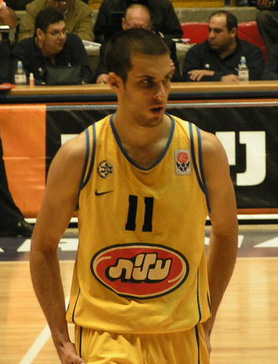
マッカビ時代のハルペリン

ヨタム・ハルペリン（ヘブライ語: יוֹתָם הַלְפֶּרִין、英語: Yotam Halperin、1984年1月24日 - ）はイスラエルのプロバスケットボール選手。ギリシャ男子プロバスケットボールリーグ1部A1エスニキの名門オリンピアコスBC所属。テルアビブ地区テルアビブ出身。ポジションはポイントガード、シューティングガード、スモールフォワードの3つのポジションをこなす。196cm、91kg。

## 来歴
1998年、14歳で生まれ故郷のチームであり、欧州全土に名を轟かせる強豪マッカビの下部組織に入団。それから僅か3年後の2001年、17歳でマッカビのトップチームに昇格しプロデビュー。2003年、19歳でイスラエルA代表に招集され、その年に開催された2003年ユーロバスケットに出場。その後はイスラエル代表の中心選手として2005年ユーロバスケット、2007年ユーロバスケットに連続で出場。
2003年-2005年まで史上初の2年連続のユーロリーグ制覇に貢献。当時のチームメイトにはアンソニー・パーカーらがいた。
2006年のNBAドラフトで指名されているが、NBAにはまだ行っていない。